# سباق لو تور دو فرانس 2020
سباق لو تور دو فرانس 2020 (بالفرنسية: La course by Le Tour de France 2020) هو سباق دراجات هوائية من فئة  سباق، وهو الموسم السابع من سباق لو تور دو فرانس، وأقيم في 29 أغسطس 2020 ضمن سباقات طواف العالم للدراجات للسيدات 2020، وشارك فيه  136 متسابقاً ووصل إلى نهايته  62 متسابقاً.
فاز بالمركز الأول ليزي ديجنان، وبالمركز الثاني ماريان فوس، وبالمركز الثالث ديمي فوليرينغ.

## الفرق
| فرق سيدات عالمية (8)- يو أي أيه تيم ‏ - كانيون إس آر إيه إم راسينغ 2020 ‏ - ليف ريسينغ ‏ - FDJ–Suez ‏ - Liv AlUla Jayco ‏ - موفيستار للسيدات ‏ - فريق سنويب للسيدات 2020 ‏ - Lidl–Trek (women's team) ‏ فرق دراجات قارية سيدات (15)- Aromitalia–Basso Bikes–Vaiano ‏ - أيه آر مونكس برو سيكلينج للسيدات ‏ - بيزكايا دورانجو 2020 ‏ - إس دي وركس ‏ - Ceratizit Pro Cycling ‏ - شارينت ماريتايم سيلينج للسيدات ‏ - فريق كوجياس ميتلر لوك برو للدراجات 2020 ‏ - Équipe Paule Ka ‏ - تيم كوب هايتك بوردكتس ‏ - لوتو سودال للسيدات 2020 ‏ - باركهوتل فالكنبورغ 2020 ‏ - رالي 2020 ‏ - اركيا للسيدات 2020 ‏ - EF Education–Tibco–SVB ‏ - فالكار ترافل آند سيرفس 2020 ‏ |  |
| |  |

## المشاركون
| ليف ريسينغ ‏ CCC | ليف ريسينغ ‏ CCC       | ليف ريسينغ ‏ CCC |
| --------------- | --------------------- | --------------- |
| م               | عداء                  | مرتبة           |
| 1               | ماريان فوس            | 2               |
| 2               | صوفيا بيرتيزولو       | 62              |
| 4               | ريجان ماركوس          | 38              |
| 5               | ثريا بالادين          | 9               |
| 6               | Pauliena Rooijakkers ‏ | 17              |

| فريق سنويب للسيدات ‏ SUN | فريق سنويب للسيدات ‏ SUN | فريق سنويب للسيدات ‏ SUN |
| ----------------------- | ----------------------- | ----------------------- |
| م                       | عداء                    | مرتبة                   |
| 11                      | ليا كيرشمان             | 23                      |
| 12                      | آنا هندرسون             | 59                      |
| 13                      | أليسون جاكسون           | 58                      |
| 14                      | جولييت لابوس            | 45                      |
| 15                      | ليان ليبرت              | 10                      |
| 16                      | فلورتجي ماكايج          | OTL                     |

| FDJ–Suez ‏ FDJ | FDJ–Suez ‏ FDJ       | FDJ–Suez ‏ FDJ |
| ------------- | ------------------- | ------------- |
| م             | عداء                | مرتبة         |
| 21            | سيسيلي أوتوب لودفيغ | 31            |
| 22            | Stine Borgli ‏       | 33            |
| 23            | Clara Copponi ‏      | OTL           |
| 24            | إميليا فهلين        | 7             |
| 25            | Évita Muzic ‏        | 26            |
| 26            | جادي فيل            | OTL           |

| Liv AlUla Jayco ‏ MTS | Liv AlUla Jayco ‏ MTS     | Liv AlUla Jayco ‏ MTS |
| -------------------- | ------------------------ | -------------------- |
| م                    | عداء                     | مرتبة                |
| 31                   | أنيميك فان فليوتن (طريق) | 5                    |
| 32                   | جيسيكا ألين              | لم يكمل السباق       |
| 33                   | غريس براون               | 40                   |
| 34                   | غراسي إلفن               | OTL                  |
| 35                   | جيسيكا روبرتس            | لم يكمل السباق       |
| 36                   | سارة روي                 | لم يكمل السباق       |

| رالي سايكلنج ‏ RLW | رالي سايكلنج ‏ RLW    | رالي سايكلنج ‏ RLW |
| ----------------- | -------------------- | ----------------- |
| م                 | عداء                 | مرتبة             |
| 41                | كلو هوسكينغ          | 56                |
| 42                | كريستابل دوبيل هيكوك | OTL               |
| 43                | هايدي فرانز          | 57                |
| 44                | Leigh Ann Ganzar ‏    | 48                |
| 45                | Sara Poidevin ‏       | 54                |
| 46                | إيما وايت            | OTL               |

| كانيون–إس آر إيه إم ‏ CSR | كانيون–إس آر إيه إم ‏ CSR | كانيون–إس آر إيه إم ‏ CSR |
| ------------------------ | ------------------------ | ------------------------ |
| م                        | عداء                     | مرتبة                    |
| 51                       | كاتارزينا نيفيادوما      | 4                        |
| 52                       | ألينا أمياليوسيك         | 30                       |
| 53                       | هانا بارنز               | 15                       |
| 54                       | تيفاني كرومويل           | OTL                      |
| 55                       | Jess Pratt ‏              | OTL                      |
| 56                       | Omer Shapira ‏ (طريق)     | 22                       |

| Lidl–Trek (women's team) ‏ TFS | Lidl–Trek (women's team) ‏ TFS | Lidl–Trek (women's team) ‏ TFS |
| ----------------------------- | ----------------------------- | ----------------------------- |
| م                             | عداء                          | مرتبة                         |
| 61                            | Lizzie Deignan                | 1                             |
| 62                            | Lauretta Hanson ‏              | OTL                           |
| 63                            | إليسا ونغو بورغيني            | 6                             |
| 64                            | Anna Plichta ‏                 | OTL                           |
| 65                            | تايلر وايلز                   | OTL                           |
| 66                            | روث ويندر (طريق)              | 50                            |

| إس دي وركس ‏ DLT | إس دي وركس ‏ DLT             | إس دي وركس ‏ DLT |
| --------------- | --------------------------- | --------------- |
| م               | عداء                        | مرتبة           |
| 71              | كريستين ماجروس (طريق)       | 60              |
| 72              | جولين ديهور                 | OTL             |
| 73              | أمالي ديديريكسن             | OTL             |
| 75              | Lonneke Uneken ‏             | OTL             |
| 76              | Jip van den Bos ‏            | 51              |
| 77              | Chantal van den Broek-Blaak | 25              |

| موفيستار للسيدات ‏ MOV | موفيستار للسيدات ‏ MOV | موفيستار للسيدات ‏ MOV |
| --------------------- | --------------------- | --------------------- |
| م                     | عداء                  | مرتبة                 |
| 81                    | شيلا جوتيريز          | OTL                   |
| 82                    | Katrine Aalerud ‏      | لم يبدأ               |
| 83                    | أود بيانيك            | 16                    |
| 84                    | باربرا جوارشي         | OTL                   |
| 85                    | Paula Patiño ‏         | 47                    |
| 86                    | غلوريا رودريغيز       | OTL                   |

| Ceratizit Pro Cycling ‏ WNT | Ceratizit Pro Cycling ‏ WNT | Ceratizit Pro Cycling ‏ WNT |
| -------------------------- | -------------------------- | -------------------------- |
| م                          | عداء                       | مرتبة                      |
| 91                         | إيريكا ماجندي              | 27                         |
| 92                         | Laura Asencio ‏             | 36                         |
| 93                         | ماريا جوليا كونفالونيري    | لم يكمل السباق             |
| 94                         | Kathrin Hammes ‏            | OTL                        |
| 95                         | أني سانستيبان              | 20                         |
| 96                         | Lara Vieceli ‏              | OTL                        |

| يو أي أيه تيم ‏ ALE | يو أي أيه تيم ‏ ALE      | يو أي أيه تيم ‏ ALE |
| ------------------ | ----------------------- | ------------------ |
| م                  | عداء                    | مرتبة              |
| 101                | مارتا باستيانيلي (طريق) | لم يكمل السباق     |
| 102                | Maaike Boogaard ‏        | OTL                |
| 103                | يوجينة بوجاك            | 13                 |
| 104                | تاتيانا جوديرزو         | 42                 |
| 105                | Anna Trevisi ‏           | OTL                |
| 106                | Urška Žigart ‏           | 49                 |

| فالكار سيلانس ‏ VAL | فالكار سيلانس ‏ VAL | فالكار سيلانس ‏ VAL |
| ------------------ | ------------------ | ------------------ |
| م                  | عداء               | مرتبة              |
| 111                | إليسا بالسامو      | 8                  |
| 112                | Teniel Campbell ‏   | OTL                |
| 113                | مارتا كافالي       | 24                 |
| 114                | Silvia Persico ‏    | 61                 |
| 115                | Silvia Pollicini ‏  | OTL                |
| 116                | Ilaria Sanguineti ‏ | 28                 |

| Équipe Paule Ka ‏ EPK | Équipe Paule Ka ‏ EPK       | Équipe Paule Ka ‏ EPK |
| -------------------- | -------------------------- | -------------------- |
| م                    | عداء                       | مرتبة                |
| 121                  | Emma Norsgaard (طريق)      | OTL                  |
| 122                  | Elizabeth Banks            | 29                   |
| 123                  | Niamh Fisher-Black ‏ (طريق) | 32                   |
| 124                  | Mikayla Harvey ‏            | 12                   |
| 125                  | Maria Vittoria Sperotto ‏   | OTL                  |
| 126                  | ليا توماس                  | 46                   |

| EF Education–Tibco–SVB ‏ TIB | EF Education–Tibco–SVB ‏ TIB | EF Education–Tibco–SVB ‏ TIB |
| --------------------------- | --------------------------- | --------------------------- |
| م                           | عداء                        | مرتبة                       |
| 131                         | لورين ستيفنز                | 18                          |
| 132                         | ليا ديكسون ‏                 | 55                          |
| 133                         | نينا كيسلر                  | OTL                         |
| 134                         | Shannon Malseed ‏            | لم يكمل السباق              |
| 135                         | Diana Peñuela ‏              | OTL                         |

| تيم كوب هايتك بوردكتس ‏ HPU | تيم كوب هايتك بوردكتس ‏ HPU | تيم كوب هايتك بوردكتس ‏ HPU |
| -------------------------- | -------------------------- | -------------------------- |
| م                          | عداء                       | مرتبة                      |
| 141                        | لوسي جارنر                 | لم يكمل السباق             |
| 142                        | Vita Heine ‏                | 52                         |
| 143                        | ميكي كروجر                 | لم يكمل السباق             |
| 144                        | Ingrid Lorvik ‏             | OTL                        |
| 145                        | Amalie Lutro ‏              | 53                         |
| 146                        | Greta Richioud ‏            | 41                         |

| لوتو بيليسول للسيدات ‏ LSL | لوتو بيليسول للسيدات ‏ LSL | لوتو بيليسول للسيدات ‏ LSL |
| ------------------------- | ------------------------- | ------------------------- |
| م                         | عداء                      | مرتبة                     |
| 151                       | لوت كوبيكي                | 11                        |
| 152                       | Teuntje Beekhuis ‏         | 39                        |
| 153                       | Dani Christmas ‏           | 35                        |
| 154                       | Arianna Fidanza ‏          | OTL                       |
| 155                       | Lone Meertens ‏            | OTL                       |
| 156                       | Abby-Mae Parkinson ‏       | OTL                       |

| اركيا للسيدات ‏ ARK | اركيا للسيدات ‏ ARK            | اركيا للسيدات ‏ ARK |
| ------------------ | ----------------------------- | ------------------ |
| م                  | عداء                          | مرتبة              |
| 161                | Sandra Levenez ‏               | 21                 |
| 162                | بولين ألين                    | OTL                |
| 163                | شارلوت بيكر                   | OTL                |
| 164                | Léa Curinier ‏                 | OTL                |
| 165                | فاطمة الزهراء الحياني ‏ (طريق) | OTL                |
| 166                | غلاديس فيرهلست ‏               | OTL                |

| باركهوتل فالكنبورغ ‏ PHV | باركهوتل فالكنبورغ ‏ PHV | باركهوتل فالكنبورغ ‏ PHV |
| ----------------------- | ----------------------- | ----------------------- |
| م                       | عداء                    | مرتبة                   |
| 171                     | ديمي فوليرينغ           | 3                       |
| 172                     | Nina Buijsman ‏          | OTL                     |
| 173                     | رومي كاسبر              | OTL                     |
| 174                     | حنا نيلسون              | 19                      |
| 175                     | Karlijn Swinkels ‏       | 43                      |
| 176                     | Nancy van der Burg ‏     | 37                      |

| أيه آر مونكس برو سيكلينج للسيدات ‏ ASA | أيه آر مونكس برو سيكلينج للسيدات ‏ ASA | أيه آر مونكس برو سيكلينج للسيدات ‏ ASA |
| ------------------------------------- | ------------------------------------- | ------------------------------------- |
| م                                     | عداء                                  | مرتبة                                 |
| 181                                   | أرلينيس سيرا                          | OTL                                   |
| 182                                   | Olivija Baleišytė ‏                    | لم يكمل السباق                        |
| 183                                   | ليليانا مورينو                        | OTL                                   |
| 184                                   | Francesca Pattaro ‏                    | لم يكمل السباق                        |
| 185                                   | Katia Ragusa ‏                         | 14                                    |
| 186                                   | Olga Shekel ‏                          | لم يكمل السباق                        |

| شارينت ماريتايم سيلينج للسيدات ‏ CMW | شارينت ماريتايم سيلينج للسيدات ‏ CMW | شارينت ماريتايم سيلينج للسيدات ‏ CMW |
| ----------------------------------- | ----------------------------------- | ----------------------------------- |
| م                                   | عداء                                | مرتبة                               |
| 191                                 | Noémie Abgrall ‏                     | لم يكمل السباق                      |
| 192                                 | Alice Coutinho ‏                     | OTL                                 |
| 193                                 | India Grangier ‏                     | OTL                                 |
| 194                                 | Lucie Lahaye ‏                       | OTL                                 |
| 195                                 | Manon Souyris ‏                      | OTL                                 |
| 196                                 | Balladyne Tritsch ‏                  | لم يكمل السباق                      |

| Aromitalia–Basso Bikes–Vaiano ‏ VAI | Aromitalia–Basso Bikes–Vaiano ‏ VAI | Aromitalia–Basso Bikes–Vaiano ‏ VAI |
| ---------------------------------- | ---------------------------------- | ---------------------------------- |
| م                                  | عداء                               | مرتبة                              |
| 201                                | راسا ليليفيتو                      | 34                                 |
| 202                                | Letizia Borghesi ‏                  | OTL                                |
| 203                                | Anastasia Carbonari ‏               | لم يكمل السباق                     |
| 204                                | Carmela Cipriani ‏                  | OTL                                |
| 205                                | Sofia Collinelli ‏                  | OTL                                |
| 206                                | Emilia Matteoli ‏                   | لم يكمل السباق                     |

| فريق كوجياس ميتلر لوك برو للدراجات ‏ CGS | فريق كوجياس ميتلر لوك برو للدراجات ‏ CGS | فريق كوجياس ميتلر لوك برو للدراجات ‏ CGS |
| --------------------------------------- | --------------------------------------- | --------------------------------------- |
| م                                       | عداء                                    | مرتبة                                   |
| 211                                     | إدفيج بيتل                              | لم يكمل السباق                          |
| 212                                     | Marie-Soleil Blais ‏                     | لم يكمل السباق                          |
| 213                                     | Annabel Fisher ‏                         | OTL                                     |
| 214                                     | ديانا كليموفا (طريق)                    | لم يكمل السباق                          |
| 215                                     | Mia Radotić ‏                            | لم يكمل السباق                          |
| 216                                     | Noemi Rüegg ‏                            | OTL                                     |

| بيزكايا دورانجو ‏ BDP | بيزكايا دورانجو ‏ BDP  | بيزكايا دورانجو ‏ BDP |
| -------------------- | --------------------- | -------------------- |
| م                    | عداء                  | مرتبة                |
| 221                  | إليزابيث هولدن        | OTL                  |
| 222                  | Alice Maria Arzuffi ‏  | 44                   |
| 223                  | Ariana Gilabert ‏      | لم يكمل السباق       |
| 224                  | لوسيا غونزاليس بلانكو | OTL                  |
| 225                  | Amaia Lartitegi ‏      | لم يكمل السباق       |
| 226                  | Carla Oberholzer ‏     | لم يكمل السباق       |

| ليف ريسينغ ‏ CCC | ليف ريسينغ ‏ CCC       | ليف ريسينغ ‏ CCC |
| --------------- | --------------------- | --------------- |
| م               | عداء                  | مرتبة           |
| 1               | ماريان فوس            | 2               |
| 2               | صوفيا بيرتيزولو       | 62              |
| 4               | ريجان ماركوس          | 38              |
| 5               | ثريا بالادين          | 9               |
| 6               | Pauliena Rooijakkers ‏ | 17              |

| فريق سنويب للسيدات ‏ SUN | فريق سنويب للسيدات ‏ SUN | فريق سنويب للسيدات ‏ SUN |
| ----------------------- | ----------------------- | ----------------------- |
| م                       | عداء                    | مرتبة                   |
| 11                      | ليا كيرشمان             | 23                      |
| 12                      | آنا هندرسون             | 59                      |
| 13                      | أليسون جاكسون           | 58                      |
| 14                      | جولييت لابوس            | 45                      |
| 15                      | ليان ليبرت              | 10                      |
| 16                      | فلورتجي ماكايج          | OTL                     |

| FDJ–Suez ‏ FDJ | FDJ–Suez ‏ FDJ       | FDJ–Suez ‏ FDJ |
| ------------- | ------------------- | ------------- |
| م             | عداء                | مرتبة         |
| 21            | سيسيلي أوتوب لودفيغ | 31            |
| 22            | Stine Borgli ‏       | 33            |
| 23            | Clara Copponi ‏      | OTL           |
| 24            | إميليا فهلين        | 7             |
| 25            | Évita Muzic ‏        | 26            |
| 26            | جادي فيل            | OTL           |

| Liv AlUla Jayco ‏ MTS | Liv AlUla Jayco ‏ MTS     | Liv AlUla Jayco ‏ MTS |
| -------------------- | ------------------------ | -------------------- |
| م                    | عداء                     | مرتبة                |
| 31                   | أنيميك فان فليوتن (طريق) | 5                    |
| 32                   | جيسيكا ألين              | لم يكمل السباق       |
| 33                   | غريس براون               | 40                   |
| 34                   | غراسي إلفن               | OTL                  |
| 35                   | جيسيكا روبرتس            | لم يكمل السباق       |
| 36                   | سارة روي                 | لم يكمل السباق       |

| رالي سايكلنج ‏ RLW | رالي سايكلنج ‏ RLW    | رالي سايكلنج ‏ RLW |
| ----------------- | -------------------- | ----------------- |
| م                 | عداء                 | مرتبة             |
| 41                | كلو هوسكينغ          | 56                |
| 42                | كريستابل دوبيل هيكوك | OTL               |
| 43                | هايدي فرانز          | 57                |
| 44                | Leigh Ann Ganzar ‏    | 48                |
| 45                | Sara Poidevin ‏       | 54                |
| 46                | إيما وايت            | OTL               |

| كانيون–إس آر إيه إم ‏ CSR | كانيون–إس آر إيه إم ‏ CSR | كانيون–إس آر إيه إم ‏ CSR |
| ------------------------ | ------------------------ | ------------------------ |
| م                        | عداء                     | مرتبة                    |
| 51                       | كاتارزينا نيفيادوما      | 4                        |
| 52                       | ألينا أمياليوسيك         | 30                       |
| 53                       | هانا بارنز               | 15                       |
| 54                       | تيفاني كرومويل           | OTL                      |
| 55                       | Jess Pratt ‏              | OTL                      |
| 56                       | Omer Shapira ‏ (طريق)     | 22                       |

| Lidl–Trek (women's team) ‏ TFS | Lidl–Trek (women's team) ‏ TFS | Lidl–Trek (women's team) ‏ TFS |
| ----------------------------- | ----------------------------- | ----------------------------- |
| م                             | عداء                          | مرتبة                         |
| 61                            | Lizzie Deignan                | 1                             |
| 62                            | Lauretta Hanson ‏              | OTL                           |
| 63                            | إليسا ونغو بورغيني            | 6                             |
| 64                            | Anna Plichta ‏                 | OTL                           |
| 65                            | تايلر وايلز                   | OTL                           |
| 66                            | روث ويندر (طريق)              | 50                            |

| إس دي وركس ‏ DLT | إس دي وركس ‏ DLT             | إس دي وركس ‏ DLT |
| --------------- | --------------------------- | --------------- |
| م               | عداء                        | مرتبة           |
| 71              | كريستين ماجروس (طريق)       | 60              |
| 72              | جولين ديهور                 | OTL             |
| 73              | أمالي ديديريكسن             | OTL             |
| 75              | Lonneke Uneken ‏             | OTL             |
| 76              | Jip van den Bos ‏            | 51              |
| 77              | Chantal van den Broek-Blaak | 25              |

| موفيستار للسيدات ‏ MOV | موفيستار للسيدات ‏ MOV | موفيستار للسيدات ‏ MOV |
| --------------------- | --------------------- | --------------------- |
| م                     | عداء                  | مرتبة                 |
| 81                    | شيلا جوتيريز          | OTL                   |
| 82                    | Katrine Aalerud ‏      | لم يبدأ               |
| 83                    | أود بيانيك            | 16                    |
| 84                    | باربرا جوارشي         | OTL                   |
| 85                    | Paula Patiño ‏         | 47                    |
| 86                    | غلوريا رودريغيز       | OTL                   |

| Ceratizit Pro Cycling ‏ WNT | Ceratizit Pro Cycling ‏ WNT | Ceratizit Pro Cycling ‏ WNT |
| -------------------------- | -------------------------- | -------------------------- |
| م                          | عداء                       | مرتبة                      |
| 91                         | إيريكا ماجندي              | 27                         |
| 92                         | Laura Asencio ‏             | 36                         |
| 93                         | ماريا جوليا كونفالونيري    | لم يكمل السباق             |
| 94                         | Kathrin Hammes ‏            | OTL                        |
| 95                         | أني سانستيبان              | 20                         |
| 96                         | Lara Vieceli ‏              | OTL                        |

| يو أي أيه تيم ‏ ALE | يو أي أيه تيم ‏ ALE      | يو أي أيه تيم ‏ ALE |
| ------------------ | ----------------------- | ------------------ |
| م                  | عداء                    | مرتبة              |
| 101                | مارتا باستيانيلي (طريق) | لم يكمل السباق     |
| 102                | Maaike Boogaard ‏        | OTL                |
| 103                | يوجينة بوجاك            | 13                 |
| 104                | تاتيانا جوديرزو         | 42                 |
| 105                | Anna Trevisi ‏           | OTL                |
| 106                | Urška Žigart ‏           | 49                 |

| فالكار سيلانس ‏ VAL | فالكار سيلانس ‏ VAL | فالكار سيلانس ‏ VAL |
| ------------------ | ------------------ | ------------------ |
| م                  | عداء               | مرتبة              |
| 111                | إليسا بالسامو      | 8                  |
| 112                | Teniel Campbell ‏   | OTL                |
| 113                | مارتا كافالي       | 24                 |
| 114                | Silvia Persico ‏    | 61                 |
| 115                | Silvia Pollicini ‏  | OTL                |
| 116                | Ilaria Sanguineti ‏ | 28                 |

| Équipe Paule Ka ‏ EPK | Équipe Paule Ka ‏ EPK       | Équipe Paule Ka ‏ EPK |
| -------------------- | -------------------------- | -------------------- |
| م                    | عداء                       | مرتبة                |
| 121                  | Emma Norsgaard (طريق)      | OTL                  |
| 122                  | Elizabeth Banks            | 29                   |
| 123                  | Niamh Fisher-Black ‏ (طريق) | 32                   |
| 124                  | Mikayla Harvey ‏            | 12                   |
| 125                  | Maria Vittoria Sperotto ‏   | OTL                  |
| 126                  | ليا توماس                  | 46                   |

| EF Education–Tibco–SVB ‏ TIB | EF Education–Tibco–SVB ‏ TIB | EF Education–Tibco–SVB ‏ TIB |
| --------------------------- | --------------------------- | --------------------------- |
| م                           | عداء                        | مرتبة                       |
| 131                         | لورين ستيفنز                | 18                          |
| 132                         | ليا ديكسون ‏                 | 55                          |
| 133                         | نينا كيسلر                  | OTL                         |
| 134                         | Shannon Malseed ‏            | لم يكمل السباق              |
| 135                         | Diana Peñuela ‏              | OTL                         |

| تيم كوب هايتك بوردكتس ‏ HPU | تيم كوب هايتك بوردكتس ‏ HPU | تيم كوب هايتك بوردكتس ‏ HPU |
| -------------------------- | -------------------------- | -------------------------- |
| م                          | عداء                       | مرتبة                      |
| 141                        | لوسي جارنر                 | لم يكمل السباق             |
| 142                        | Vita Heine ‏                | 52                         |
| 143                        | ميكي كروجر                 | لم يكمل السباق             |
| 144                        | Ingrid Lorvik ‏             | OTL                        |
| 145                        | Amalie Lutro ‏              | 53                         |
| 146                        | Greta Richioud ‏            | 41                         |

| لوتو بيليسول للسيدات ‏ LSL | لوتو بيليسول للسيدات ‏ LSL | لوتو بيليسول للسيدات ‏ LSL |
| ------------------------- | ------------------------- | ------------------------- |
| م                         | عداء                      | مرتبة                     |
| 151                       | لوت كوبيكي                | 11                        |
| 152                       | Teuntje Beekhuis ‏         | 39                        |
| 153                       | Dani Christmas ‏           | 35                        |
| 154                       | Arianna Fidanza ‏          | OTL                       |
| 155                       | Lone Meertens ‏            | OTL                       |
| 156                       | Abby-Mae Parkinson ‏       | OTL                       |

| اركيا للسيدات ‏ ARK | اركيا للسيدات ‏ ARK            | اركيا للسيدات ‏ ARK |
| ------------------ | ----------------------------- | ------------------ |
| م                  | عداء                          | مرتبة              |
| 161                | Sandra Levenez ‏               | 21                 |
| 162                | بولين ألين                    | OTL                |
| 163                | شارلوت بيكر                   | OTL                |
| 164                | Léa Curinier ‏                 | OTL                |
| 165                | فاطمة الزهراء الحياني ‏ (طريق) | OTL                |
| 166                | غلاديس فيرهلست ‏               | OTL                |

| باركهوتل فالكنبورغ ‏ PHV | باركهوتل فالكنبورغ ‏ PHV | باركهوتل فالكنبورغ ‏ PHV |
| ----------------------- | ----------------------- | ----------------------- |
| م                       | عداء                    | مرتبة                   |
| 171                     | ديمي فوليرينغ           | 3                       |
| 172                     | Nina Buijsman ‏          | OTL                     |
| 173                     | رومي كاسبر              | OTL                     |
| 174                     | حنا نيلسون              | 19                      |
| 175                     | Karlijn Swinkels ‏       | 43                      |
| 176                     | Nancy van der Burg ‏     | 37                      |

| أيه آر مونكس برو سيكلينج للسيدات ‏ ASA | أيه آر مونكس برو سيكلينج للسيدات ‏ ASA | أيه آر مونكس برو سيكلينج للسيدات ‏ ASA |
| ------------------------------------- | ------------------------------------- | ------------------------------------- |
| م                                     | عداء                                  | مرتبة                                 |
| 181                                   | أرلينيس سيرا                          | OTL                                   |
| 182                                   | Olivija Baleišytė ‏                    | لم يكمل السباق                        |
| 183                                   | ليليانا مورينو                        | OTL                                   |
| 184                                   | Francesca Pattaro ‏                    | لم يكمل السباق                        |
| 185                                   | Katia Ragusa ‏                         | 14                                    |
| 186                                   | Olga Shekel ‏                          | لم يكمل السباق                        |

| شارينت ماريتايم سيلينج للسيدات ‏ CMW | شارينت ماريتايم سيلينج للسيدات ‏ CMW | شارينت ماريتايم سيلينج للسيدات ‏ CMW |
| ----------------------------------- | ----------------------------------- | ----------------------------------- |
| م                                   | عداء                                | مرتبة                               |
| 191                                 | Noémie Abgrall ‏                     | لم يكمل السباق                      |
| 192                                 | Alice Coutinho ‏                     | OTL                                 |
| 193                                 | India Grangier ‏                     | OTL                                 |
| 194                                 | Lucie Lahaye ‏                       | OTL                                 |
| 195                                 | Manon Souyris ‏                      | OTL                                 |
| 196                                 | Balladyne Tritsch ‏                  | لم يكمل السباق                      |

| Aromitalia–Basso Bikes–Vaiano ‏ VAI | Aromitalia–Basso Bikes–Vaiano ‏ VAI | Aromitalia–Basso Bikes–Vaiano ‏ VAI |
| ---------------------------------- | ---------------------------------- | ---------------------------------- |
| م                                  | عداء                               | مرتبة                              |
| 201                                | راسا ليليفيتو                      | 34                                 |
| 202                                | Letizia Borghesi ‏                  | OTL                                |
| 203                                | Anastasia Carbonari ‏               | لم يكمل السباق                     |
| 204                                | Carmela Cipriani ‏                  | OTL                                |
| 205                                | Sofia Collinelli ‏                  | OTL                                |
| 206                                | Emilia Matteoli ‏                   | لم يكمل السباق                     |

| فريق كوجياس ميتلر لوك برو للدراجات ‏ CGS | فريق كوجياس ميتلر لوك برو للدراجات ‏ CGS | فريق كوجياس ميتلر لوك برو للدراجات ‏ CGS |
| --------------------------------------- | --------------------------------------- | --------------------------------------- |
| م                                       | عداء                                    | مرتبة                                   |
| 211                                     | إدفيج بيتل                              | لم يكمل السباق                          |
| 212                                     | Marie-Soleil Blais ‏                     | لم يكمل السباق                          |
| 213                                     | Annabel Fisher ‏                         | OTL                                     |
| 214                                     | ديانا كليموفا (طريق)                    | لم يكمل السباق                          |
| 215                                     | Mia Radotić ‏                            | لم يكمل السباق                          |
| 216                                     | Noemi Rüegg ‏                            | OTL                                     |

| بيزكايا دورانجو ‏ BDP | بيزكايا دورانجو ‏ BDP  | بيزكايا دورانجو ‏ BDP |
| -------------------- | --------------------- | -------------------- |
| م                    | عداء                  | مرتبة                |
| 221                  | إليزابيث هولدن        | OTL                  |
| 222                  | Alice Maria Arzuffi ‏  | 44                   |
| 223                  | Ariana Gilabert ‏      | لم يكمل السباق       |
| 224                  | لوسيا غونزاليس بلانكو | OTL                  |
| 225                  | Amaia Lartitegi ‏      | لم يكمل السباق       |
| 226                  | Carla Oberholzer ‏     | لم يكمل السباق       |

## التصنيف العام النهائي
| التصنيف العام         | التصنيف العام       | التصنيف العام                      | التصنيف العام | التصنيف العام |
| العداء                | العداء              | الفريق                             | الوقت         |               |
| --------------------- | ------------------- | ---------------------------------- | ------------- | ------------- |
| 1                     | ليزي ديجنان         | Trek-Segafredo                     | 2 س 22 د 51 ث |               |
| 2                     | ماريان فوس          | CCC-Liv                            | + 0 ث         |               |
| 3                     | ديمي فوليرينغ       | Parkhotel Valkenburg               | + 0 ث         |               |
| 4                     | كاتارزينا نيفيادوما | Canyon-SRAM Racing                 | + 0 ث         |               |
| 5                     | أنيميك فان فليوتن   | Mitchelton-Scott                   | + 0 ث         |               |
| 6                     | إليسا ونغو بورغيني  | Trek-Segafredo                     | + 7 ث         |               |
| 7                     | إميليا فهلين        | FDJ-Nouvelle Aquitaine-Futuroscope | + 1 د 50 ث    |               |
| 8                     | إليسا بالسامو       | Valcar Travel & Service            | + 1 د 50 ث    |               |
| 9                     | ثريا بالادين        | CCC-Liv                            | + 1 د 50 ث    |               |
| 10                    | ليان ليبرت          | Sunweb                             | + 1 د 50 ث    |               |
|                       |                     |                                    |               |               |
| مصدر: ProCyclingStats |                     |                                    |               |               |

### تصنيف النقاط
| تصنيف النقاط          | تصنيف النقاط             | تصنيف النقاط         | تصنيف النقاط | تصنيف النقاط |
| العداء                | العداء                   | الفريق               | النقاط       |              |
| --------------------- | ------------------------ | -------------------- | ------------ | ------------ |
| 1                     | ليزي ديجنان              | Trek-Segafredo       | 808 نقطة     |              |
| 2                     | أنيميك فان فليوتن        | Mitchelton-Scott     | 580 نقطة     |              |
| 3                     | ليان ليبرت               | Sunweb               | 540 نقطة     |              |
| 4                     | ماريان فوس               | CCC-Liv              | 460 نقطة     |              |
| 5                     | Elizabeth Banks          | Paule Ka             | 344 نقطة     |              |
| 6                     | إليسا ونغو بورغيني       | Trek-Segafredo       | 336 نقطة     |              |
| 7                     | مارغريتا فيكتوريا غارسيا | Alé BTC Ljubljana    | 320 نقطة     |              |
| 8                     | أرلينيس سيرا             | Astana Women's       | 320 نقطة     |              |
| 9                     | أماندا سبرات             | Mitchelton-Scott     | 300 نقطة     |              |
| 10                    | ديمي فوليرينغ            | Parkhotel Valkenburg | 300 نقطة     |              |
|                       |                          |                      |              |              |
| مصدر: ProCyclingStats |                          |                      |              |              |

## تصنيف الفرق

### الفرق حسب النقاط
| ترتيب الفرق حسب النقاط | ترتيب الفرق حسب النقاط             | ترتيب الفرق حسب النقاط | ترتيب الفرق حسب النقاط |
| الفريق                 | الفريق                             | النقاط                 |                        |
| ---------------------- | ---------------------------------- | ---------------------- | ---------------------- |
| 1                      | Trek-Segafredo                     | 1544 نقطة              |                        |
| 2                      | Sunweb                             | 976 نقطة               |                        |
| 3                      | Mitchelton-Scott                   | 920 نقطة               |                        |
| 4                      | Paule Ka                           | 788 نقطة               |                        |
| 5                      | CCC-Liv                            | 748 نقطة               |                        |
| 6                      | Alé BTC Ljubljana                  | 712 نقطة               |                        |
| 7                      | Canyon-SRAM Racing                 | 620 نقطة               |                        |
| 8                      | FDJ-Nouvelle Aquitaine-Futuroscope | 564 نقطة               |                        |
| 9                      | Valcar Travel & Service            | 472 نقطة               |                        |
| 10                     | Astana Women's                     | 392 نقطة               |                        |
|                        |                                    |                        |                        |
| مصدر: ProCyclingStats  |                                    |                        |                        |

## تصانيف فرعية

### تصنيف أفضل شاب
| تصنيف أفضل شاب        | تصنيف أفضل شاب    | تصنيف أفضل شاب          | تصنيف أفضل شاب | تصنيف أفضل شاب |
| العداء                | العداء            | الفريق                  | الوقت          |                |
| --------------------- | ----------------- | ----------------------- | -------------- | -------------- |
| 1                     | ليان ليبرت        | Sunweb                  |                |                |
| 2                     | Mikayla Harvey ‏   | Paule Ka                |                |                |
| 3                     | إليسا بالسامو     | Valcar Travel & Service |                |                |
| 4                     | كيارا كونسوني     | Valcar Travel & Service |                |                |
| 5                     | إيلا هاريس        | Canyon-SRAM Racing      |                |                |
| 6                     | Letizia Borghesi ‏ | Aromitalia Vaiano       |                |                |
| 7                     | جولييت لابوس      | Sunweb                  |                |                |
|                       |                   |                         |                |                |
| مصدر: ProCyclingStats |                   |                         |                |                |

## وصلات خارجية
- الموقع الرسمي
- لمحة عن سباق سباق لو تور دو فرانس 2020 على موقع  ProCyclingStats   (برو  سايكلنج  ستاتس) - إحصاءات  محترفي  الدراجات.
- سباق لو تور دو فرانس 2020 على موقع إحصائيات الدراجات الإحترافية (الإنجليزية)